# Bereżce (obwód wołyński)
Bereżce, Bereźce (ukr. Бережці́, Bereżci) – wieś na Ukrainie, w obwodzie wołyńskim, w rejonie kowelskim. W 2001 roku liczyła 718 mieszkańców.
Wieś została założona w 1510 roku. W II Rzeczypospolitej miejscowość była siedzibą gminy wiejskiej Bereźce w powiecie lubomelskim województwa wołyńskiego.
Do 2020 w rejonie lubomelskim.